# Tribunale unico e commissariale della Repubblica di San Marino
Il Tribunale unico e commissariale della Repubblica di San Marino è l'unico organo di giudizio della Repubblica di San Marino ed è stato istituito con il codice di procedura penale del 1878. La magistratura ordinaria è divisa in materie civile, penale, della tutela dei minori e della famiglia. L'organo giudicante sia di primo grado che in appello è monocratico.
È composto da:
- un procuratore del fisco (I grado, cause fiscali)
- dodici commissari della legge (I grado, cause civili e penali), di cui uno con la carica di magistrato dirigente.
- due giudici delle appellazioni civili (II grado civile)
- un giudice delle appellazioni penali (II grado penale)
- due giudici di terza istanza (III grado per tutte le cause)

Il tribunale ha sede in via XXVIII luglio a Borgo Maggiore, dal 9 novembre 2003 il magistrato dirigente è Valeria Pierfelici, che è commissario della legge dal 12 maggio 1989.

## Costo
Gli stipendi annuali del Tribunale unico costano alla Repubblica circa 1 300 000 euro e il magistrato dirigente riceve uno stipendio annuale di circa 108 000 euro.